# Künstlergruppe 1949
Die Künstlergruppe 1949 war eine Künstlergruppe für figurative Kunst. Sie wurde 1949 in Düsseldorf gegründet und bestand bis in die zweite Hälfte der 1950er Jahre. Mehrmals stellten ihre Künstler in der Kunsthalle Düsseldorf aus. Ihr erster und langjähriger Vorsitzender war Albert Henrich.

## Mitglieder (Auswahl)
| - Theo Akkermann (1907–1982) - Leo Assenmacher (1904–1981) - Wilhelm Brandenberg (1889–1975) - Paul Bücher (1891–1968) - Max Clarenbach (1880–1952) - Carl Cohnen (1887–1976) - Alfred Dupré (1904–1956) - Georg Hambüchen (1901–1971) - Albert Henrich (1899–1971) - Bernhard Hergarden (1880–1966) - Ferdinand Heseding (1893–1961) - Willi Hoselmann (1890–1978) - Julius Paul Junghanns (1876–1958) - Fred Kocks (1905–1989) - Fritz Köhler (1887–1972) - Edmund Anton Kohlschein (1900–1996) | - Josef Kohlschein der Jüngere (1884–1958) - Willy Meller (1887–1974) - Erich von Perfall (1882–1961) - Viktor Pucinski (1882–1952) - Willy Reetz (1892–1963) - Fritz Reusing (1874–1956) - Fritz Reuter (1895–1971) - August Rixen (1897–1984) - Hermann Schardt (1912–1984) - Wilhelm Schmurr (1878–1959) - Robert Schwarz (1899–1962) - Hans-Albert Simon-Schaefer (1907–1993) - Karl Stachelscheid (1917–1970) - August Leo Thiel (1905–?) - Hans Vilz (1902–1971) - Adolf Wamper (1901–1977) |